# Hemitelia hombersleyi
Hemitelia hombersleyi là một loài dương xỉ trong họ Cyatheaceae. Loài này được Maxon mô tả khoa học đầu tiên năm 1935.
Danh pháp khoa học của loài này chưa được làm sáng tỏ. 